# Solitaire (Edenbridge)
Solitaire è il settimo album in studio del gruppo musicale austriaco Edenbridge, pubblicato nel 2010.

## Tracce
1. Entree Unique – 1:13
2. Solitaire – 6:15
3. Higher – 3:50
4. Skyline's End – 5:32
5. Bon Voyage Vagabond – 5:52
6. Inward Passage (Special Edition bonus track) – 1:20
7. Come Undone – 4:11
8. Out of This World – 5:10
9. Further Afield – 5:54
10. Eternity (Special Edition bonus track) – 3:04
11. A Virtual Dream? – 5:08
12. Brothers on Diamir – 6:52
13. Exit Unique – 2:49

## Formazione
- Sabine Edelsbacher – voce
- Lanvall – chitarra, tastiera, piano, bouzouki, basso
- Max Pointer – batteria, percussioni
- Dominik Sebastian – chitarra